# Bengalia asymmetria
Bengalia asymmetria är en tvåvingeart som beskrevs av Hiromu Kurahashi och Tumrasvin 1979. Bengalia asymmetria ingår i släktet Bengalia och familjen spyflugor.
Artens utbredningsområde är Thailand. Inga underarter finns listade i Catalogue of Life.